# Sophie Edington
Sophie Edington (Loxton (Zuid-Australië), 12 december 1984) is een Australische zwemster. Ze vertegenwoordigde haar vaderland op de Olympische Zomerspelen 2008 in Peking.

## Carrière
Edington maakte haar internationale debuut op de wereldkampioenschappen zwemmen 2003 in Barcelona met een achttiende plaats op de 50 meter rugslag, daarnaast zwom ze in de series van de 4x100 meter vrije slag. Op de wereldkampioenschappen kortebaanzwemmen 2004 in Indianapolis won ze goud op de 4x100 meter wisselslag en driemaal brons, op de 50 en 100 meter rugslag en de 4x100 meter vrije slag. In Montreal won Edington twee keer goud op de wereldkampioenschappen zwemmen 2005, dit deed ze op de 4x100 meter vrije slag en 4x100 meter wisselslag estafette. Individueel bereikte ze de vijfde plaats op de 50 meter rugslag en de achtste plaats op de 100 meter rugslag.

### 2006-heden
Bij de Gemenebestspelen 2006 in eigen land in Melbourne pakte Edington driemaal goud, op de 50 en 100 meter rugslag en op de 4x100 meter wisselslag. Een paar weken later won zij ook goud op de 4x100 meter wisselslag tijdens de wereldkampioenschappen kortebaanzwemmen 2006 in Shanghai en zilver op de 4x100 meter vrije slag. Ze wist zich niet te kwalificeren voor de wereldkampioenschappen zwemmen 2007 in Melbourne.
Tijdens de Australische kampioenschappen 2008 plaatste Edington zich voor de Olympische Zomerspelen 2008 in Peking op de 100 meter rugslag. Op de Spelen kwam ze niet verder dan de dertiende plaats op de 100 meter rugslag en werd zij door Emily Seebohm uit de 4x100 meter wisselslagploeg gezwommen. 
Op de wereldkampioenschappen zwemmen 2009 in de Italiaanse hoofdstad Rome eindigde de Australische als zesde op de 50 meter rugslag, op de 200 meter rugslag strandde ze in de series.
In Irvine nam Edington deel aan de Pan Pacific kampioenschappen zwemmen 2010. Op dit toernooi veroverde ze de gouden medaille op de 50 meter rugslag en eindigde ze als zesde op de 100 meter rugslag, daarnaast werd ze uitgeschakeld in de series van de 50 meter vrije slag en de 200 meter rugslag. Tijdens de Gemenebestspelen 2010 in Delhi won de Australische, net als vier jaar eerder in Melbourne, goud op de 50 meter rugslag, op de 100 meter rugslag eindigde ze op de vierde plaats.

## Internationale toernooien
| Jaar | Olympische Spelen | WK langebaan                                                                                             | WK kortebaan | PanPacs                                                               | Gemenebestspelen                                                 |
| ---- | ----------------- | --- | --- | --------------------------------------------------------------------- | ---------------------------------------------------------------- |
| 2003 |                   | 18e 50m rugslag · 4x100m vrije slag · Edington zwom enkel de series                                      | |                                                                       |                                                                  |
| 2004 | geen deelname     | | 20e 50m vrije slag · 50m rugslag · 100m rugslag · 11e 200m rugslag · 4x100m vrije slag · Edington zwom enkel de series · 4x100m wisselslag |                                                                       |                                                                  |
| 2005 |                   | 5e 50m rugslag · 8e 100m rugslag · 4x100m vrije slag · Edington zwom enkel de series · 4x100m wisselslag | |                                                                       |                                                                  |
| 2006 |                   | | 17e 50m rugslag · 11e 100m rugslag · 14e 200m rugslag · 4x100m vrije slag · 4x100m wisselslag · Edington zwom enkel de series              | geen deelname                                                         | 50m rugslag · 100m rugslag · 4e 200m rugslag · 4x100m wisselslag |
| 2007 |                   | geen deelname                                                                                            | |                                                                       |                                                                  |
| 2008 | 13e 100m rugslag  | | geen deelname |                                                                       |                                                                  |
| 2009 |                   | 6e 50m rugslag 13e 200m rugslag                                                                          | |                                                                       |                                                                  |
| 2010 |                   | | geen deelname | 21e 50m vrije slag · 50m rugslag · 6e 100m rugslag · 24e 200m rugslag | 50m rugslag · 4e 100m rugslag                                    |

## Persoonlijke records
Bijgewerkt tot en met 11 augustus 2009

### Kortebaan
| Afstand         | Tijd    | Datum             | Plaats    |
| --------------- | ------- | ----------------- | --------- |
| 50m vrije slag  | 24,97   | 25 september 2004 | Brisbane  |
| 100m vrije slag | 54,42   | 25 augustus 2006  | Hobart    |
| 50m rugslag     | 27,43   | 11 augustus 2009  | Hobart    |
| 100m rugslag    | 58,18   | 9 augustus 2009   | Hobart    |
| 200m rugslag    | 2.06,18 | 11 november 2009  | Stockholm |

### Langebaan
| Afstand         | Tijd    | Datum         | Plaats |
| --------------- | ------- | ------------- | ------ |
| 50m vrije slag  | 24,98   | 29 maart 2008 | Sydney |
| 100m vrije slag | 55,71   | 12 maart 2005 | Sydney |
| 50m rugslag     | 27,51   | 29 juli 2009  | Rome   |
| 100m rugslag    | 59,84   | 24 maart 2008 | Sydney |
| 200m rugslag    | 2.10,57 | 31 juli 2009  | Rome   |